# Kanadische Futsalnationalmannschaft
Die kanadische Futsalnationalmannschaft ist eine repräsentative Auswahl kanadischer Futsalspieler. Die Mannschaft vertritt den kanadischen Fußballverband bei internationalen Begegnungen. Die Auswahl tritt nur sporadisch in Erscheinung.

## Abschneiden bei Turnieren
1985 und 1988 nahm ein kanadisches Team an den Weltmeisterschaften des Futsal-Weltverbandes FIFUSA teil, schied aber jeweils bereits in der Gruppenphase aus. Auf Einladung der FIFA entsendete der kanadische Fußballverband 1989 ein Team zur ersten Futsal-Weltmeisterschaft in den Niederlanden. Die Mannschaft bestand mit Paul Dolan, Peter Sarantopoulos, Nick De Santis, Lyndon Hooper, Tony Nocita, Eddy Berdusco, Stan Siorovigas, Norm Odinga, Alex Bunbury, Lucio Ianiero, Doug Muirhead, Pat Harrington und John Fitzgerald zum Großteil aus Spielern der kanadischen Fußballnationalmannschaft und einigen Juniorennationalspielern. Nach Niederlagen gegen Belgien und Argentinien und einem 6:2-Erfolg über Japan, endete das Turnier nach der Vorrunde.
Die folgenden sieben Jahre nahm kein kanadisches Futsalteam an Ländervergleichen teil, erst 1996 repräsentierte ein Nationalteam bei einem Vier-Nationen-Turnier in Australien wieder den kanadischen Verband. Erneut dauerte es vier Jahre bis zum nächsten Auftritt bei einem Vier-Nationen-Turnier in Brasilien im Jahr 2000, die folgenden Jahre wurden regelmäßig Länderspiele ausgetragen, dies endete mit dem Aus gegen Panama in der Qualifikation zur CONCACAF Futsal-Meisterschaft 2004. Zuletzt war das Team 2007 und 2008 beim Grand Prix de Futsal in Brasilien zu sehen.

### Futsal-Weltmeisterschaft
- 1989 – Vorrunde
- 1992 – nicht teilgenommen
- 1996 – nicht teilgenommen
- 2000 – nicht teilgenommen
- 2004 – nicht teilgenommen
- 2008 – nicht teilgenommen
- 2012 – nicht qualifiziert
- 2016 – nicht qualifiziert
- 2021 – nicht qualifiziert
- 2024 – nicht qualifiziert

### CONCACAF Futsal-Meisterschaft
- 1996 – nicht teilgenommen
- 2000 – nicht teilgenommen
- 2004 – nicht teilgenommen
- 2008 – nicht teilgenommen
- 2012 – Vorrunde
- 2016 – Vorrunde
- 2021 – Viertelfinale
- 2024 – Viertelfinale